# Frankrike i olympiska sommarspelen 1900
Frankrike deltog med 720 deltagare vid de olympiska sommarspelen 1900 i Paris. Totalt vann de 103 medaljer och slutade på första plats i medaljligan. Utöver de medaljörer som listas nedan så vann franska deltagare totalt ytterligare sex medaljer i lag tillsammans med deltagare från andra länder och dessa medaljer räknas idag till kombinationslag.

## Medaljer

### Guld
- Emile Grumiaux - Bågskytte, Sur la Perche à la Pyramide
- Henri Hérouin - Bågskytte, Au Cordon Doré 50 m
- Eugène Mougin - Bågskytte, Au Chapelet 50 m
- Louis Bastien - Cykling, 25 kilometer
- Georges Taillandier - Cykling, sprint
- Michel Théato - Friidrott, maraton
- Albert Robert Ayat - Fäktning, värja för fäktmästare
- Albert Robert Ayat - Fäktning, värja för fäktmästare och amatörer
- Émile Coste - Fäktning, florett
- Georges de la Falaise - Fäktning, sabel
- Lucien Mérignac - Fäktning, florett för fäktmästare
- Gustave Sandras - Gymnastik, mångkamp
- Gaston Aumoitte - Krocket, singel, en boll
- Chrétien Waydelich - Krocket, singel, två bollar
- Gaston Aumoitte och Georges Johin - Krocket, dubbel
- Dominique Gardères - Ridsport, höjdhoppning
- Hermann Barrelet - Rodd, singelsculler
- Henri Bouckaert, Jean Cau, Emile Delchambre, Henri Hazebroucq och Charlot - Rodd, fyra med styrman
- Wladimir Aïtoff, A. Albert, Léon Binoche, Jean Collas, Jean-Guy Gauthier, Auguste Giroux, Charles Gondouin, Constantin Henriquez de Zubiera, J. Hervé, Victor Larchandet, Hubert Lefèbvre, Joseph Olivier, Alexandre Pharamond, Frantz Reichel, André Rischmann, Albert Roosevelt och Emile Sarrade - Rugby
- Pierre Gervais och en okänd seglare - Segling, 0 - ½ ton bana 1
- Émile Sacré - Segling, 0 - ½ ton bana 2
- Émile Billard och Paul Perquer - Segling, 10 - 20 ton
- Charles de Vendeville - Simning, undervattenssimning
- Roger de Barbarin - Skytte, trap
- Maurice Larrouy - Skytte, 25 m snabbpistol
- Achille Paroche - Skytte, 300 m frigevär liggande

### Silver
- Henri Helle - Bågskytte, Au Chapelet 50 m
- Auguste Serrurier - Bågskytte, Sur la Perche à la Herse
- Auguste Serrurier - Bågskytte, Sur la Perche à la Pyramide
- Victor Thibaud - Bågskytte, Au Cordon Doré 33 m
- Victor Thibaud - Bågskytte, Au Chapelet 33 m
- William Anderson, William Attrill, J. Braid, W. Browning, Robert Horne, Timothée Jordan, Arthur MacEvoy, Douglas Robinson, F. Roques, A. J. Schneidau, Henry Terry och Philip Tomalin - Cricket
- Louis Hildebrand - Cykling, 25 kilometer
- Fernand Sanz - Cykling, sprint
- Raymond Basset, Jean Collas, Charles Gondouin, Joseph Roffo, Emile Sarrade och Constantin Henriquez de Zubiera - Dragkamp
- Pierre Allemane, Louis Bach, Alfred Bloch, Fernand Canelle, Duparc, Eugène Fraysse, Virgile Gaillard, Georges Garnier, René Grandjean, Lucien Huteau, Marcel Lambert, Maurice Macaine och Gaston Peltier - Fotboll
- Émile Champion - Friidrott, maraton
- Henri Deloge - Friidrott, 1 500 m
- Henri Tauzin - Friidrott, 400 m häck
- Henri Deloge, Jacques Chastanié, André Castanet, Michel Champoudry och Gaston Ragueneau - Friidrott, 5 000 m lag
- Émile Bougnol - Fäktning, värja för fäktmästare
- Alphonse Kirchhoffer - Fäktning, florett för fäktmästare
- Henri Masson - Fäktning, florett
- Louis Perrée - Fäktning, värja
- Léon Thiébaut - Fäktning, sabel
- Noël Bas - Gymnastik, mångkamp
- Georges Johin - Krocket, singel, en boll
- Maurice Vignerot - Krocket, singel, två bollar
- Maurice Durquetty och Etchegaray - Pelota
- André Gaudin - Rodd, singelsculler
- Georges Lumpp, Charles Perrin, Daniel Soubeyran, Émile Wegelin och en okänd styrman - Rodd, fyra med styrman
- Lucien Martinet, René Waleffe och en okänd styrman - Rodd, två med styrman
- Jean Decazes - Segling, 10 - 20 ton
- Jean Charcot och Robert Linzeler - Segling, 0 - ½ ton bana 1
- Jean Charcot och Robert Linzeler - Segling, 0 - ½ ton bana 2
- Jacques Baudrier, Félix Marcotte, William Martin, Jules Valton och Jean Le Bret - Segling, ½ - 1 ton bana 1
- Émile Michelet, Marcel Meran - Segling, ½ - 1 ton bana 2
- François Vilamitjana, Auguste Albert, Charles Hugo och Duval - Segling, 1 - 2 ton bana 1
- Léon Susse, Doucet, Godinet och Mialaret - Segling, 2 - 3 ton bana 1
- Léon Susse, Doucet, Godinet och Mialaret - Segling, 2 - 3 ton bana 2
- A. Dubois, J. Dubois, Maurice Gufflet, Robert Gufflet och Charles Guiraist - Segling, 3 - 10 ton bana 2
- André Six - Simning, undervattenssimning
- Maurice Hochepied, Victor Hochepied, J. Bertrand, Verbecke och Victor Cadet - Simning, 200 m lagsim
- René Guyot - Skytte, trap
- Léon Moreaux - Skytte, 25 m snabbpistol
- Achille Paroche - Skytte, 50 m fripistol
- Louis Duffoy, Maurice Lecoq, Léon Moreaux, Achille Paroche och Jules Trinité - Skytte, 50 m fripistol lag
- Hélène Prévost - Tennis, singel

### Brons
- Émile Fisseux - Bågskytte, Au Cordon Doré 50 m
- Emile Mercier - Bågskytte, Au Chapelet 50 m
- Charles Frédéric Petit - Bågskytte, Au Cordon Doré 33 m
- Charles Frédéric Petit - Bågskytte, Au Chapelet 33 m
- Auguste Daumain - Cykling, 25 kilometer
- Jacques Chastanié - Friidrott, 2 500 m hinder
- Emile Torcheboeuf - Friidrott, stående längdhopp
- Marcel Jacques Boulenger - Fäktning, florett
- Henri Laurent - Fäktning, värja för fäktmästare
- Jean-Baptiste Mimiague - Fäktning, florett för fäktmästare
- Léon Sée - Fäktning, värja
- Léon Sée - Fäktning, värja för fäktmästare och amatörer
- Lucien Démanet - Gymnastik, mångkamp
- Jacques Sautereau - Krocket, singel, två bollar
- Chrétien Waydelich - Krocket, singel, en boll
- Pierre de Bellegarde - Ridsport, längdhoppning
- Louis de Champsavin - Ridsport, hoppning
- Carlos Deltour, Antoine Védrenne och Raoul Paoli - Rodd, två med styrman
- Auguste Donny - Segling, 2 - 3 ton bana 2
- Pierre Gervais - Segling, 0 - ½ ton bana 2
- Henri Monnot, Léon Tellier och Gaston Cailleux - Segling, 0 - ½ ton bana 1
- Émile Michelet, F. Michelet och Marcel Meran - Segling, ½ - 1 ton bana 1
- Jacques Baudrier, Louis-Lucien Baudrier, Dubosq och Édouard Mantois - Segling, 1 - 2 ton bana 1
- François Vilamitjana, Auguste Albert, Charles Hugo och Duval - Segling, 1 - 2 ton bana 2
- Ferdinand Schlatter, De Cottignon och Émile Jean-Fontaine - Segling, 2 - 3 ton bana 1
- Émile Michelet och F. Michelet - Segling, öppen klass
- Louis Martin - Simning, 4000 m frisim
- René Tartara, Louis Martin, Désiré Merchez, Jean Leuillieux och Houben - Simning, 200 m lagsim
- Eugène Balmé - Skytte, 25 m snabbpistol
- Justinien de Clary - Skytte, trap
- Auguste Cavadini, Maurice Lecoq, Léon Moreaux, Achille Paroche och René Thomas - Skytte, 300 m frigevär lag
- André Prévost och Georges de la Chapelle - Tennis, dubbel
- Thomas Burgess, Jules Clévenot, Alphonse Decuyper, Louis Laufray, Henri Peslier, Pesloy och Paul Vasseur - Vattenpolo
- Eugène Coulon, Fardelle, Favier, Leriche, Louis Martin, Désiré Mérchez och Charles Treffel - Vattenpolo